# Кастилья (Перу)
Кастилья (исп. Provincia de Castilla) — одна из 5 провинций перуанского региона Арекипа. Площадь составляет 6914,48 км². Население — 38 425 человек; плотность — 5,56 чел/км². Столица — город Аплао.

## География
Расположена в центральной части региона. Граничит с провинциями: Кондесуйос (на западе), Койома (на востоке), Арекипа (на юго-востоке) и Камана (на юге).

## История
Провинция была создана 21 марта 1854 года.

## Административное деление
В административном отношении делится на 14 районов:
- Аплао
- Андауа
- Айо
- Чачас
- Чилькаймарка
- Чоко
- Уанкарки
- Мачагуай
- Оркопампа
- Пампаколка
- Типан
- Уньон
- Урака
- Вирако